# Carmen Bueno
Carmen Cecilia Bueno Cifuentes (sinh ngày 16 tháng 7 năm 1950) là một nữ diễn viên và nhà làm phim người Chile đã bị giam giữ với bạn trai của cô, nhà quay phim Jorge Müller Silva, vào ngày 29 tháng 11 năm 1974.

## Biến mất và hậu quả
Bueno và Müller, cả hai đều là nhà hoạt động MIR, đã bị thẩm vấn và tra tấn tại Villa Grimaldi trước khi họ "biến mất" vào ngày 29 tháng 11 năm 1974. Vào tháng 11 năm 2015, 56 cựu đặc vụ DINA đã nhận án tù vì tội tra tấn Bueno và Müller. Mẹ của Müller đã viết về sự mất tích của con trai bà và Bueno trong một cuốn sách có tên Tapestries of Hope, Chủ đề của tình yêu: Phong trào Arpillera ở Chile.